# Czerwona Skała

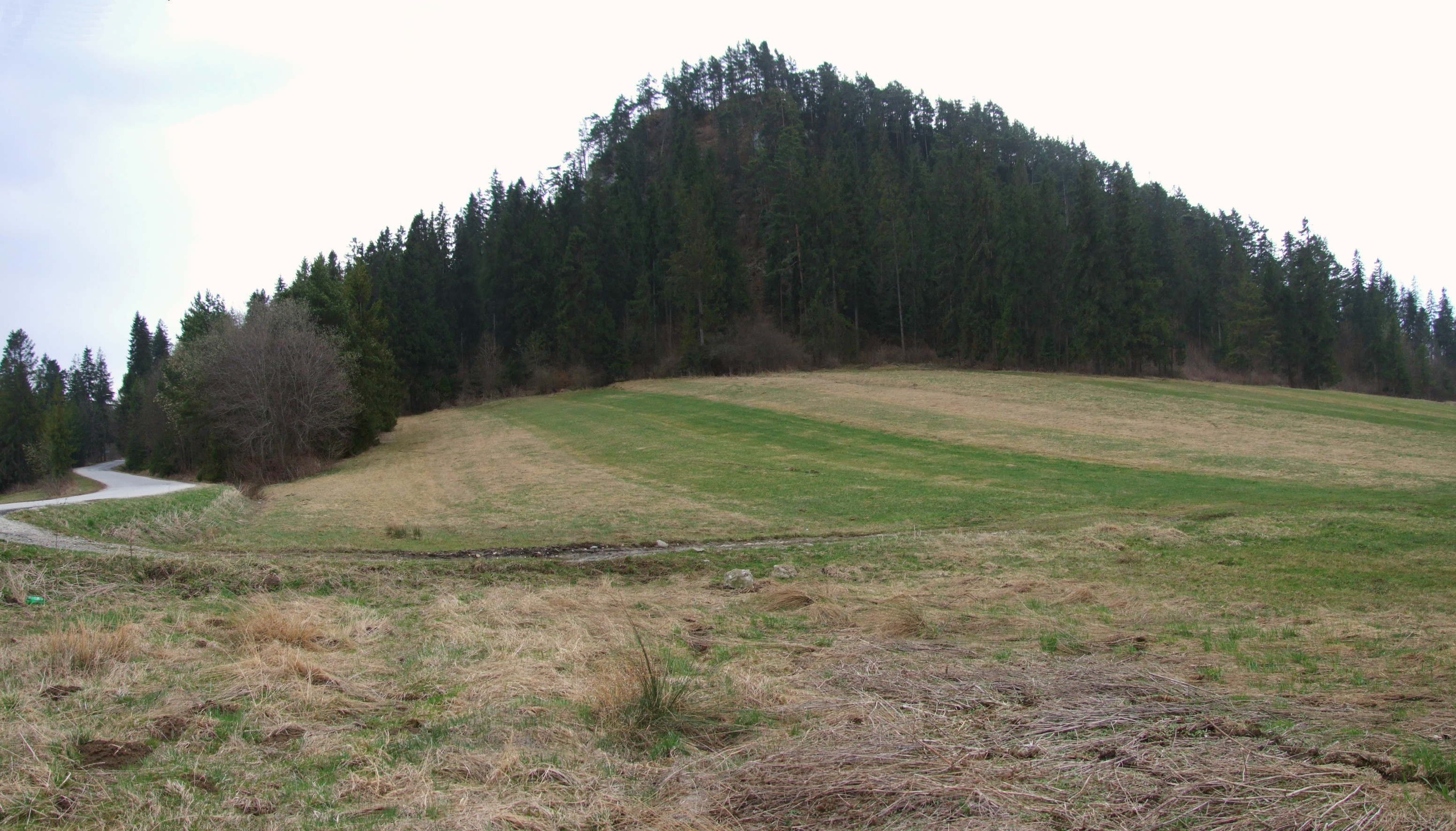
Widok od południowej strony

Czerwona Skała – jedna z Dursztyńskich Skałek, najbardziej z nich wszystkich wysunięta na wschód. Znajduje się w Pieninach Spiskich, na granicy miejscowości Krempachy i Dursztyn w województwie małopolskim, w powiecie nowotarskim, w gminie Nowy Targ. Ma wysokość 790 m n.p.m., nad otaczający ją teren wznosi się na kilkadziesiąt metrów. Wzdłuż południowych podnóży biegnie krótka i ślepo kończąca się droga, a przy niej gęsta zabudowa Dursztyna. Po północnej stronie znajduje się droga polna, nieutwardzona. Drogą tą poprowadzono szlak rowerowy wzdłuż Dursztyńskich Skałek.
Zbudowana jest ze skał węglanowych serii czorsztyńskiej. Znajdują się na niej pochodzące z jury środkowej (bajos) odsłonięcia białych wapieni krynoidowych z czerwonymi marglami pochodzącymi z górnej jury (cenoman/kampan). W marglach tych znajdują się skamieniałości otwornic i skorupy Inoceramusów.
Dawniej eksploatowano z niej kamienie dla potrzeb miejscowego budownictwa. Nazwa skały pochodzi od czerwonych margli i występuje już na mapie z 1771 r. Po raz pierwszy geologicznie badał ją Stanisław Staszic (opis w druku w 1810). Grzbietem skały prowadzi ścieżka. Wejść na nią najłatwiej od zagrody zwanej Pustelnią. Widoki z niej są jednak mocno ograniczone, gdyż skała porośnięta jest sosnowym lasem. Szerokie widoki natomiast rozciągają się z łąk po jej południowej i północnej stronie.
Szlaki turystyczne
 – czerwony szlak rowerowy. Odcinek z Krempach do Dursztyna.